# 阿部領太
阿部 領太（あべ りょうた、1989年4月3日 - ）は、日本の元男子バレーボール選手である。

## 来歴
兵庫県南あわじ市出身。中学1年生のとき、楽しそうだと関心を持ちバレーボールを始める。
尼崎市立尼崎高等学校、東亜大学を経て、2011/12シーズン、V・プレミアリーグ（当時のVリーグ1部リーグ）に所属する大分三好ヴァイセアドラーの内定選手となった。内定選手としてV・プレミアリーグの試合に出場しVリーグデビューも果たした。
2012年、大学卒業後に、大分三好ヴァイセアドラーに入団した。
2023年、2022-23 V.LEAGUE DIVISION1 MENをもって現役を引退した。大分三好では選手兼応援団長として活動していた。

## 所属チーム
- 尼崎市立尼崎高等学校（2005-2008年）
- 東亜大学（2008-2012年）
- 大分三好ヴァイセアドラー（2012-2023年）